# 阿方索 (安茹及加的斯公爵)
安茹及加的斯公爵阿方索（西班牙語：Alfonso, Duque de Anjou, Duque de Cádiz；1936年4月20日—1989年1月30日），本名阿方索·海梅·馬爾塞利諾·曼努埃爾·維克多·瑪利亞·德·波旁-达姆皮埃爾（西班牙語：Alfonso Jaime Marcelino Manuel Víctor María de Borbón y Dampierre），是波旁王朝王室成員及法國正統派王位觊觎者，自稱阿爾方斯二世（法語：Alphonse II）。

## 出生和家世
阿方索是塞戈維亞公爵海梅與第一任妻子埃曼紐爾·德·當皮耶爾的長子、西班牙國王阿方索十三世的孫子。在他出生之前的1933年6月21日，父亲海梅和伯父阿方索放弃本身和后代的西班牙王位继承权。他因此失去了西班牙王位的继承权，未能成为西班牙国王。